# Чёрная Вольта
Чёрная Вольта (фр. Volta Noire) — река в Западной Африке. Протекает по Буркина-Фасо, Кот-д’Ивуару и Гане. Бассейн охватывает площадь в 140 000 км².
Берёт начало в Буркина-Фасо при слиянии реки Планди и реки Диенкоа у поселения Банзо, затем образует границу между Буркина-Фасо и Ганой, позже, между Кот-д’Ивуаром и Ганой. Оканчивается в Гане, сливаясь с Белой Вольтой и образуя Вольту.
Не судоходна.
В Гане, в областях Боно и Боно-Ист к югу от реки Чёрная Вольта проживает народ аброн (бронг, боно, 791 тыс. человек по оценке 2000 года).